# Золотий кубок КОНКАКАФ 1993 (кваліфікація)
У фінальній частині Золотого кубку КОНКАКАФ 1993 року мало зіграти 8 команд, які були визначені таким чином:
- Всі три члени північноамериканської зони ( Канада,  Мексика та  США) отримали прямі путівки на турнір.
- Від карибської зони путівки отримують два фіналісти Карибського кубка 1993 року.
- Від центральноамериканської зони путівки отримують три найкращі команди Кубка націй Центральної Америки 1993 року.

## Карибська зона
Мартиніка та  Ямайка стали фіналістами Карибського кубка та отримали путівки на Золотий кубок КОНКАКАФ 1993.

## Центральноамериканська зона
| Команда    | М | В | Н | П | ГЗ | ГП | РГ | О |
| ---------- | - | - | - | - | -- | -- | -- | - |
| Гондурас   | 3 | 3 | 0 | 0 | 7  | 0  | +7 | 6 |
| Коста-Рика | 3 | 2 | 0 | 1 | 3  | 2  | +1 | 4 |
| Панама     | 3 | 0 | 1 | 2 | 1  | 5  | -4 | 1 |
| Сальвадор  | 3 | 0 | 1 | 2 | 1  | 5  | -4 | 1 |

 Гондурас,  Коста-Рика та  Панама зайняли три перші місця на Кубку націй Центральної Америки та отримали путівки на Золотий кубок КОНКАКАФ 1993.

## Кваліфіковані команди
| Збірна                      | Кваліфікація                                    | Участей                   |
| Північноамериканська зона   | Північноамериканська зона                       | Північноамериканська зона |
| --------------------------- | ----------------------------------------------- | ------------------------- |
| США                         | Господар                                        | 2-га                      |
| Мексика                     | Господар                                        | 2-га                      |
| Канада                      | Автоматично                                     | 2-га                      |
| Карибська зона              |                                                 |                           |
| Мартиніка                   | Переможець Карибського кубка 1993               | 1-ша                      |
| Ямайка                      | Фіналіст Карибського кубка 1993                 | 2-га                      |
| Центральноамериканська зона |                                                 |                           |
| Гондурас                    | 1 місце на Кубку націй Центральної Америки 1993 | 2-га                      |
| Коста-Рика                  | 2 місце на Кубку націй Центральної Америки 1993 | 2-га                      |
| Панама                      | 3 місце на Кубку націй Центральної Америки 1991 | 1-ша                      |